# Семеро смелых
«Семеро смелых» — советский полнометражный чёрно-белый художественный фильм, поставленный на Киностудии «Ленфильм» в 1936 году режиссёром Сергеем Герасимовым. Фильм посвящён Х съезду ВЛКСМ. Премьера фильма в СССР состоялась 4 марта 1936 года.

## Сюжет
В мае 193… года комсомолец Илья Летников опубликовал письмо с предложением организовать комсомольскую зимовку в бухте «Радостной». 409 человек выразили желание ехать.
Комиссия отобрала 6 заявлений, и в августе шестеро комсомольцев зимовщиков высадились на берегу бухты «Радостной».
— начальные титры фильма
В заснеженную Арктику на зимовку прибывают шесть исследователей. Пароход уже ушёл и при распаковке груза зимовщики обнаруживают арктического «зайца» — Петра Молибогу (в его роли снялся артист Пётр Алейников). Мужественных зимовщиков становится семеро. Тяжелые испытания дают возможность проявиться лучшим качествам полярников. 
Исторической основой для фильма стали реальные события по освоению Советским Союзом территории архипелага Земля Франца-Иосифа в Северном Ледовитом океане. 30 августа 1929 года на острове Гукера была торжественно открыта первая постоянно действующая советская полярная станция Бухта Тихая. В 13:30 над ней был поднят флаг СССР и передана первая радиограмма на материк. В составе первой смены было семь зимовщиков: 
Илляшевич Пётр Яковлевич – начальник станции, гидрометеоролог
Шашковский Георгий Александрович – геофизик, гидрометеоролог
Георгиевский Борис Дмитриевич – врач (хирург)
Кренкель Эрнст Теодорович – радист
Муров Михаил Степанович – механик (он был зачислен в состав первым)
Знахарев Владимир Антонович – повар
Алексин Алексей Матвеевич – «служитель» и каюр
С этого момента архипелаг ежегодно посещался советскими полярными экспедициями. Зимовка первых семерых полярников в бухте Тихая (в художественном фильме бухта Радостная) прошла в 1929-1930 годах. Газетные публикации об этой зимовке стали основой для сценария Юрия Германа и Сергея Герасимова.
Поскольку кинокартина была посвящена съезду ВЛКСМ, все участники зимовки в фильме были названы комсомольцами, хотя возраст ряда актеров явно не юношеский. События фильма хронологически смещены на более позднее время.

## Признание и награды
Почётный Диплом на конкурсе кинофильмов на Всемирной Парижской выставке в 1937 году.

## В ролях
| Актёр             | Роль                            |
| ----------------- | ------------------------------- |
| Николай Боголюбов | начальник зимовки Илья Летников |
| Тамара Макарова   | врач Женя Охрименко             |
| Иван Новосельцев  | лётчик Богун                    |
| Олег Жаков        | радист Курт Шефер               |
| Андрей Апсолон    | метеоролог Ося Корфункель       |
| Иван Кузнецов     | моторист Саша Рыбников          |
| Пётр Алейников    | повар Молибога                  |

## Съёмочная группа
- Сценарий — Юрия Германа, Сергея Герасимова
- Режиссёр — Сергей Герасимов
- Режиссёр-художник — Анатолий Босулаев
- Директор производства — Игорь Черняк
- Композитор — Венедикт Пушков
- Оператор — Евгений Величко
- Звукооператоры — Арнольд Шаргородский, Л. Шапиро
- Художник — Василий Семёнов
- Режиссёр-монтажёр — Михаил Шапиро
- Ассистенты — Н. Алексеев, А. Голышев (режиссёра)
- Консультанты Всесоюзн. Аркт. инст. — М. Ермолаев, К. Званцев

## Производство фильма
В съёмках фильма участвовал лёгкий транспортный самолёт НИАИ-1 (ЛК «ФАНЕРА-2»).

## Песня

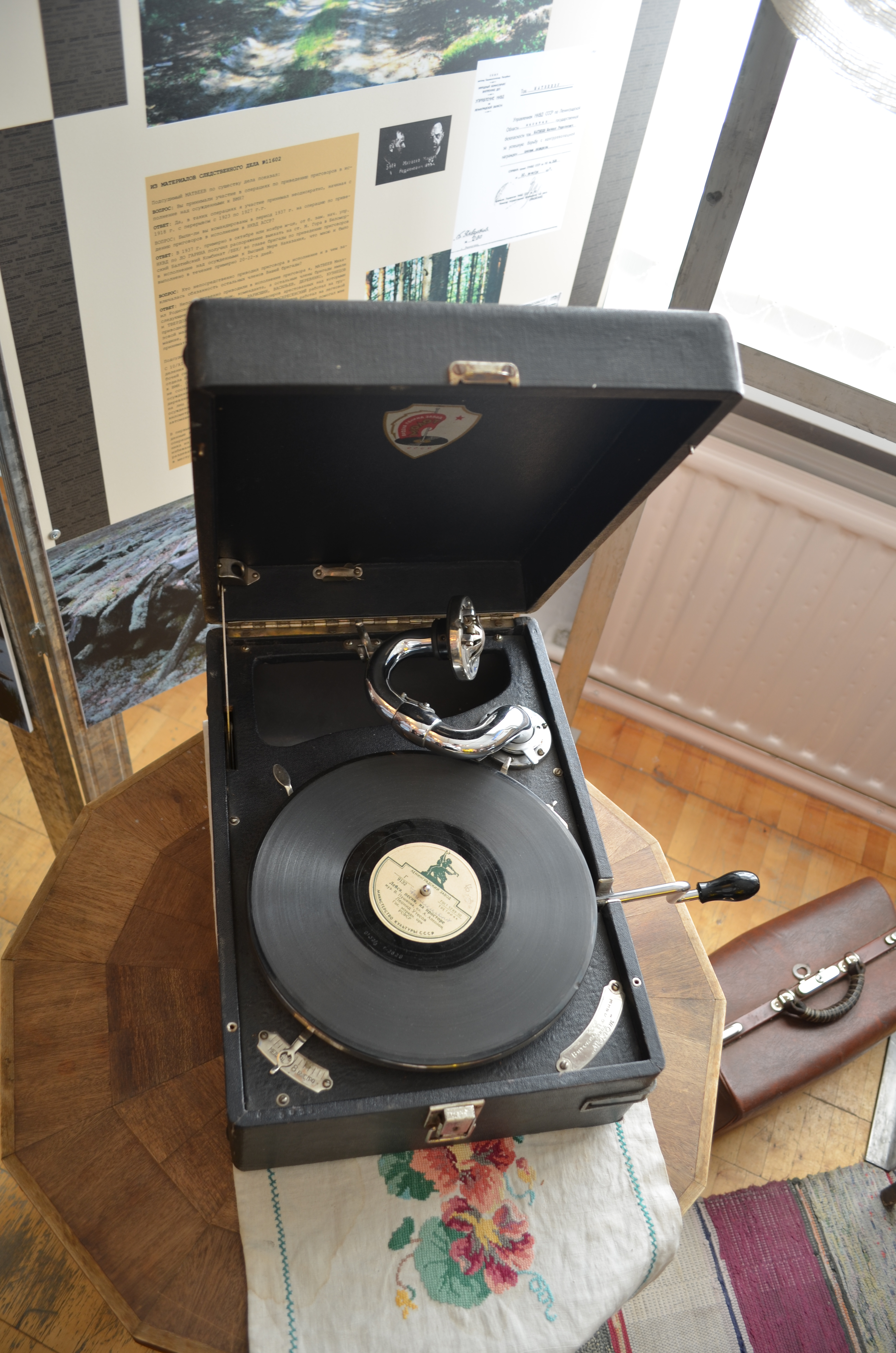
Грампластинка с песней из фильма «Семеро смелых». Экспонат из Медвежьегорского лагеря

В фильме прозвучала ставшая затем популярной песня «Лейся, песня, на просторе» на музыку Венедикта Пушкова, стихи к которой написал актёр Андрей Апсолон — исполнитель роли метеоролога Оси Корфункеля в картине.